# Доходный дом Сагалова
Доходный дом А. Л. Сага́лова — историческое здание в Санкт-Петербурге, построенное в 1913—1914 годах для врача А. Л. Сагалова по проекту архитектора Александра Лишневского. С 2001 года внесено в список выявленных объектов культурного наследия.

## История
Врач Аркадий Львович Сагалов был широко известным в Петербурге гинекологом, проходил ординатуру в гинекологической клинике при Военно-медицинской академии. Ему принадлежали два дома на 6-й линии Васильевского острова и дом № 24 по Ружейной улице. С 1909 по 1917 Сагалов возглавлял частный родильный дом и гинекологическую лечебницу. Участок на пересечении современных Лиговского проспекта и Свечного переулка он приобрёл в 1896 году. По его заказу архитектор Александр Лишневский и ассистент Абрам Берлин спроектировали семиэтажный доходный дом с двумя поперечными флигелями, строительство шло в 1913—1914 годах.
По мнению искусствоведа Бориса Кирикова, прообразом здания послужил выборгский дом Пиетинена. Хотя влияние первоисточника значительно, Лишневскому удалось привнести свою трактовку северного модерна и создать самобытное, стилистически гармоничное здание. Облик фасадов строг и геометричен, его смягчают только полуциркульные окна. Примечателен редкий для Петербурга, но часто встречавшийся у Лишневского приём выделения массивным аттиком лестничной клетки и её расположение по красной линии улицы, а не со двора. Фасады здания были декорированы сдержанно и покрыты цементной штукатуркой, на этом фоне особенно заметно выделяются пластические композиции: женские и мужские маски архаичного стиля, горельефные морды львиц, коленопреклонённые фигуры в капителях. Изначально пирамидальную крышу венчала круглая башенка. Из внутренней отделки примечательны витражи.
После окончания строительства в доме был открыт родильный приют на 28 комнат. Первый этаж отдали под магазины, второй занимало кафе под названием «Капля молока», на четвёртом располагался кабинет зубного врача Мизучи.
После 1930-х дом претерпел несколько перестроек, работы в разное время возглавляли А. И. Климов, Е. Н. Добровольский, гражданский инженер Н. Н. Аистов. В частности, после 1930-х была утрачена круглая башенка, венчавшая крышу. В 2018 году в здании случился пожар, значительно повредивший кровлю.

## Галерея

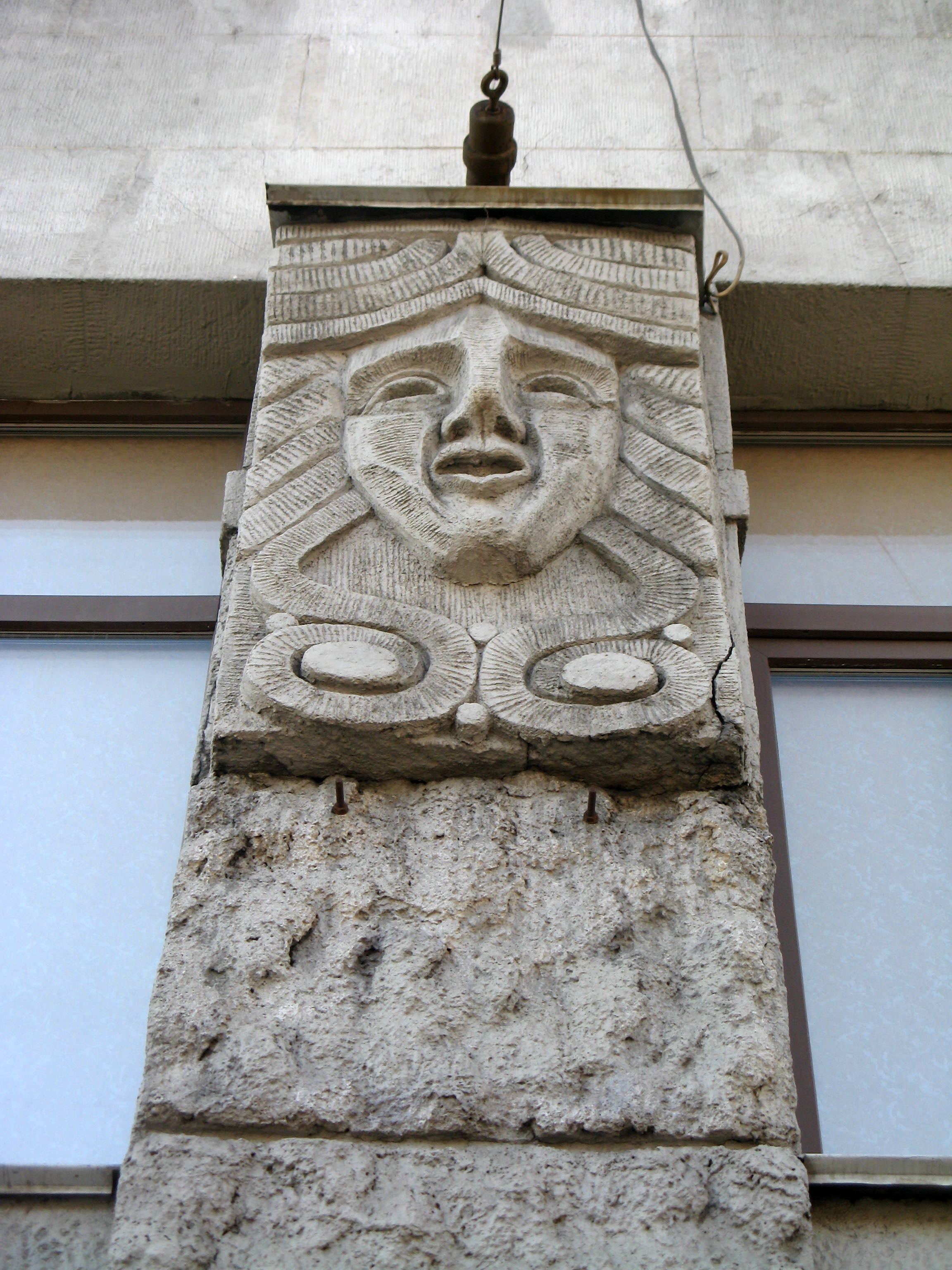
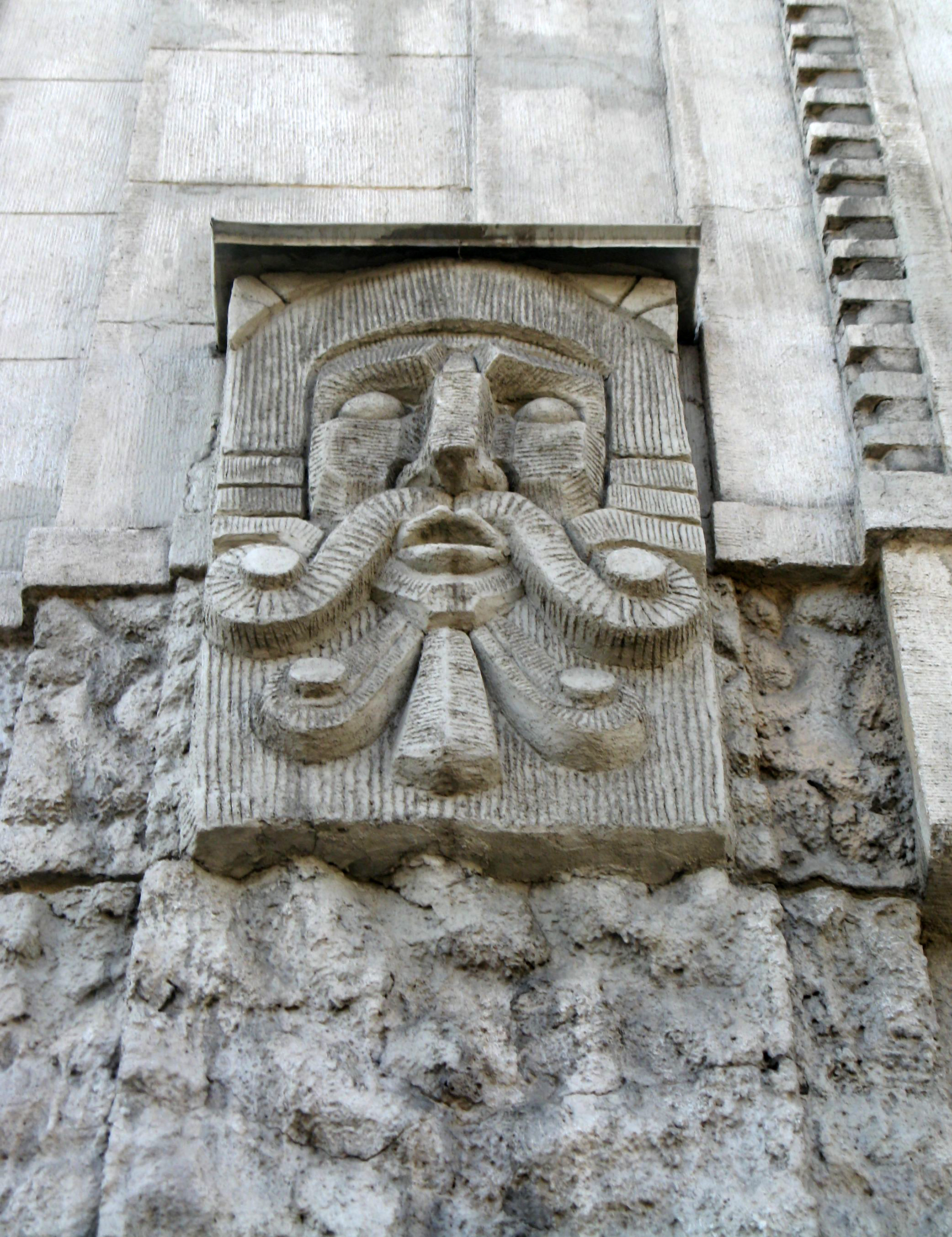
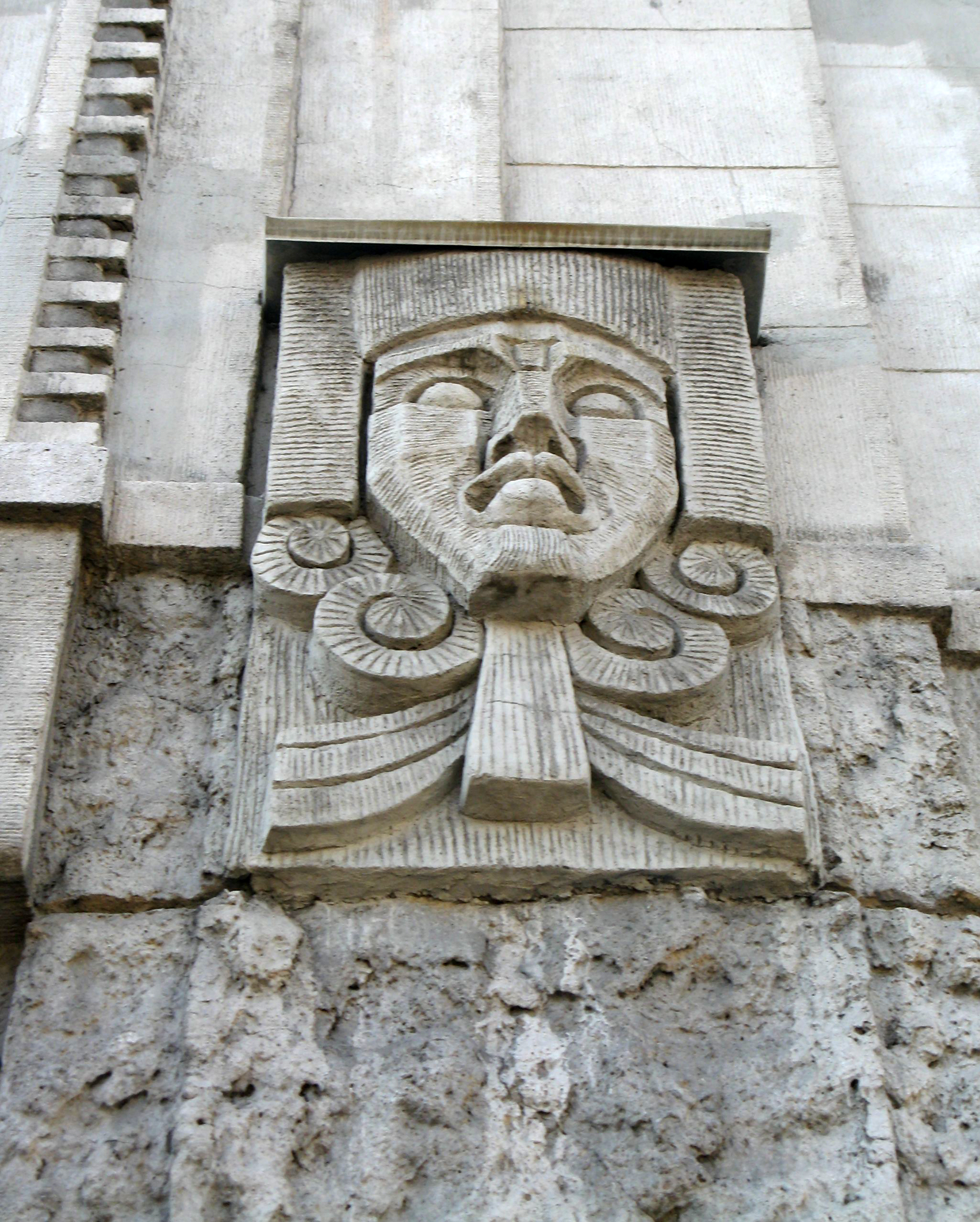